# Radnice v České Kamenici
Radnice v České Kamenici v okrese Děčín je památkově chráněný dům čp. 219 na severní straně Náměstí Míru. Vzhledem k stáří a jejím přestavbám se v ní zachovaly stopy slohů gotického, renesančního a klasicismu. Budova je cenná historicky, architektonicky, urbanisticky i kulturně s dochovanými prvky starších stavebních etap.

## Historie
Nejstarší gotická budova radnice v České Kamenici vznikla adaptací starého měšťanského právovárečného domu, který pro ten účel v roce 1493 koupila městská rada.
K renesanční přestavbě došlo v letech 1581–1582, autorem přestavby ve stylu tzv. saské renesance byl Nicolaus Jäneck ze Žitavy. Konečnou klasicistní podobu získala radnice v letech 1846–1847 při rozsáhlé přestavbě portálu a částí budovy. Byly odstraněny sluneční hodiny z 18. století, umístěné nad vchodem mezi prvním a druhým poschodím. Byl přidán nápis „PALADIUM CIVITATIS“ (tj. Záštita města) na horní římse portálu, který nahradil původní biblické citáty. Průčelí nad portálem zdobí kamenný vartenberský znak připomínající Otu Jindřicha z Vartenberka, dědičného číšníka království českého s letopočtem 1591 a německým nápisem „HEINRICH . HER . V . WARTENBERG . HER A KEM V . TZW . DES . KONIG / REICH . BOE . ERB SCHENCK .“ Letopočet je rozdělen písmeny, pravděpodobně signaturou sochaře „1 . 5 P P 9 . 1.“
Od roku 1850 sídlil v budově radnice okresní soud a berní úřad. Vězeňské cely byly využívány do roku 1946, soud v budově sídlil pravděpodobně až do počátku padesátých let 20. století. Od tohoto období zůstala budova nevyužitá. Od roku 1958 byla sídlem městského muzea (zrušeno v roce 1967) a městského archivu. Po roce 1990 byla budova opravena. Rekonstrukce skončila v roce 1993 a od té doby je dům sídlem městského úřadu.

## Architektura

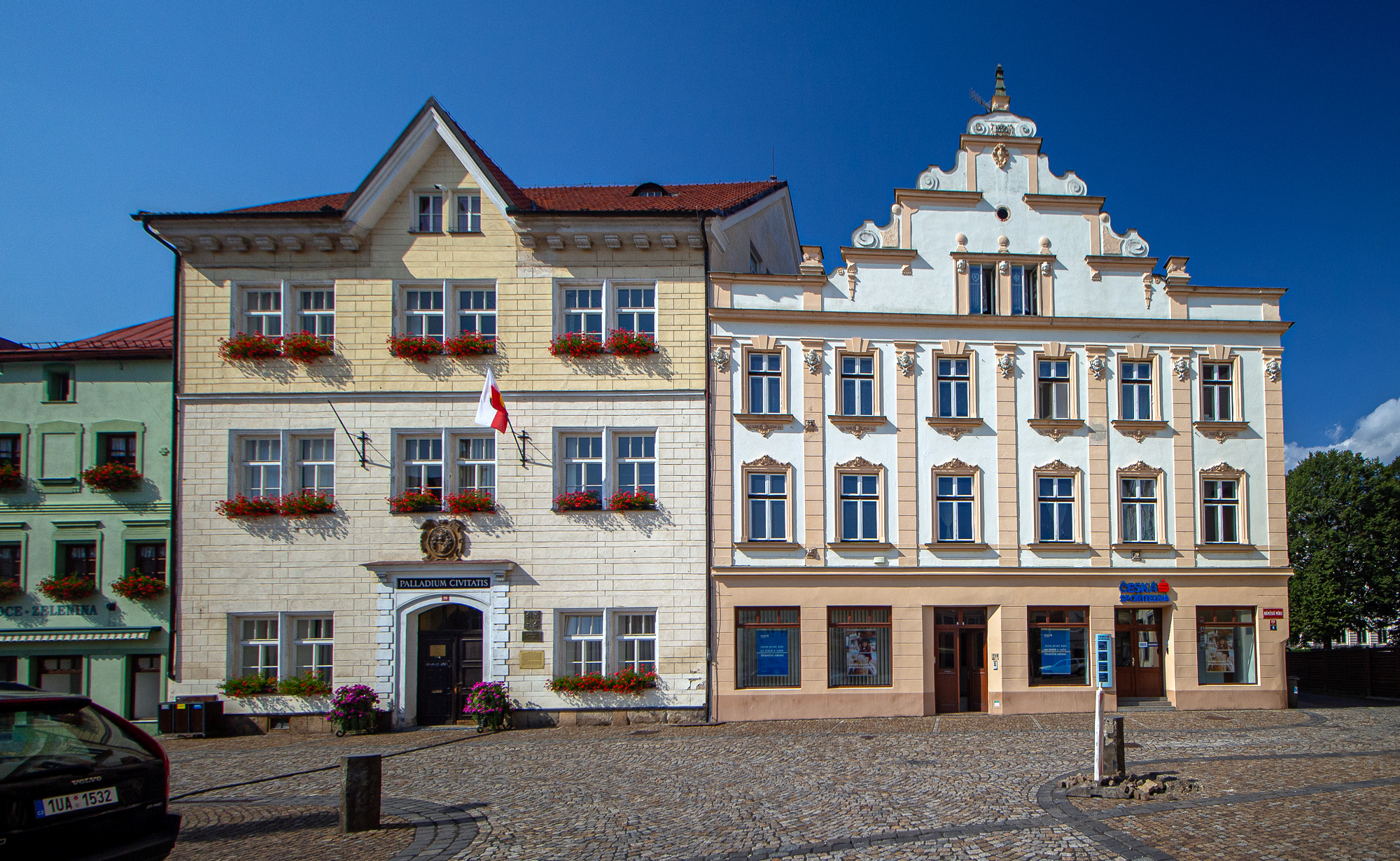
Budova radnice (vlevo) se sousedním domem

Radnice je dvoukřídlá zděná budova obdélného půdorysu se sedlovou střechou krytou pálenými taškami.
Radniční průčelí je tříosé se sdruženými okny. V přízemí se dochovaly mohutné zdi a původní jsou gotické křížové klenby. V přízemí je mázhaus zaklenutý valenou klenbou se dvěma pásy, kterým se prochází do radničního dvorku. Dvorek je nově vydlážděn betonovou zámkovou dlažbou.
Hlavní jižní průčelí je orientované do náměstí a je v přízemí i obou patrech tříosé. Hlavní vstup do budovy je ve střední ose. V přízemí i patrech jsou sdružená okna v mělkých profilovaných špaletách. První a druhé patro člení fasádu jednoduchá kordonová římsa. Průčelí vrcholí v ose trojúhelníkovým štítem. Štít je po šikmých stranách lemován korunní římsou nesenou v po stranách volutovými konzolami. Ve štítu jsou dvě nová čtyřtabulková okna. Fasáda je členěna plochou bosáží. Portál hlavního vstupu je tvořen pilastrovými útvary s plastickým předstoupením a barevným zvýrazněním bos a římsou s dvěma volutovými konzolami.
Okna i dveře jsou nové z adaptace z devadesátých let 20. století. Adaptace podstatně změnila dvorní průčelí i tvar střechy dvorního křídla (původně pultová, po obnově sedlová). Po pravé straně chodby v přízemí vede dvoudílné schodiště do patra s dvěma schody na podestě. Horní hala je zaklenuta mladší plackovou klenbou. Budova je částečně podsklepena, zachovány jsou původní středověké sklepy.